# Phaulopsis gediensis
Phaulopsis gediensis är en akantusväxtart som beskrevs av M. Manktelow. Phaulopsis gediensis ingår i släktet Phaulopsis och familjen akantusväxter. Inga underarter finns listade i Catalogue of Life.